# Records des États-Unis de cyclisme sur piste
Les records des États-Unis de cyclisme sur piste sont les meilleures performances réalisées par des pistards américains.

## Hommes
| Épreuve                                         | Record    | Cycliste                                            | Date              | Compétition                     | Lieu                | Ref   |
| ----------------------------------------------- | --------- | --------------------------------------------------- | ----------------- | ------------------------------- | ------------------- | ----- |
| Sprint sur 200 mètres, départ lancé             | 9.598     | James Mellen                                        | 6 septembre 2019  | Championnats panaméricains      | Cochabamba, Bolivie | [ 1 ] |
| Kilomètre contre-la-montre, départ arrêté       | 59.563    | Eric Young                                          | 8 septembre 2019  | Championnats panaméricains      | Cochabamba, Bolivie | [ 2 ] |
| Sprint sur 750 mètres par équipes départ arrêté | 44.031    | Matthew Baranoski Nathan Koch Kevin Mansker         | 10 février 2013   | Championnats panaméricains 2013 | Mexico, Mexique     |       |
| Poursuite individuelle sur 4 000 mètres         | 4:03.640  | Ashton Lambie                                       | 25 février 2020   | Championnats du monde           | Berlin, Allemagne   | [ 3 ] |
| Poursuite par équipes sur 4 000 mètres          | 3:52.747  | Daniel Holloway Ashton Lambie Eric Young John Croom | 5 septembre 2019  | Championnats panaméricains      | Cochabamba, Bolivie | [ 4 ] |
| Record de l'heure                               | 53,037 km | Tom Zirbel                                          | 16 septembre 2016 |                                 | Aguascalientes      | [ 5 ] |

## Femmes
| Épreuve                                         | Record      | Cycliste                                               | Date            | Compétition                     | Lieu                    | Ref    |
| ----------------------------------------------- | ----------- | ------------------------------------------------------ | --------------- | ------------------------------- | ----------------------- | ------ |
| Sprint sur 200 mètres, départ lancé             | 10.555      | Madalyn Godby                                          | 30 août 2018    | Championnats panaméricains 2018 | Aguascalientes, Mexique | [ 6 ]  |
| 500 mètres contre-la-montre, départ arrêté      | 34.046      | Mandy Marquardt                                        | 7 octobre 2016  | Championnats panaméricains 2016 | Aguascalientes, Mexique | [ 7 ]  |
| Sprint sur 500 mètres par équipes départ arrêté | 33.468      | Madalyn Godby Mandy Marquardt                          | 29 août 2018    | Championnats panaméricains 2018 | Aguascalientes, Mexique | [ 8 ]  |
| Poursuite individuelle sur 3 000 mètres         | 3:16.937 RM | Chloé Dygert                                           | 29 février 2020 | Championnats du monde           | Berlin, Allemagne       | [ 9 ]  |
| Poursuite par équipes sur 3 000 mètres          | 3:16.853    | Sarah Hammer Dotsie Bausch Jennie Reed                 | 4 août 2012     | Jeux olympiques 2012            | Londres, Royaume-Uni    | [ 10 ] |
| Poursuite par équipes sur 4 000 mètres          | 4:11.229    | Jennifer Valente Chloé Dygert Emma White Lily Williams | 26 février 2020 | Championnats du monde           | Berlin, Allemagne       | [ 11 ] |
| Record de l'heure                               | 47,980 km   | Evelyn Stevens                                         | 27 février 2016 |                                 | Colorado Springs        | [ 12 ] |